# Amegilla penicula
Amegilla penicula är en biart som beskrevs av Constance Margaret Eardley 1994. Amegilla penicula ingår i släktet Amegilla och familjen långtungebin. Inga underarter finns listade i Catalogue of Life.